# 195 (číslo)
Sto devadesát pět je přirozené číslo, které následuje po čísle sto devadesát čtyři a předchází číslu sto devadesát šest. Římskými číslicemi se zapisuje CXCV a řeckými číslicemi ρϟε.

## Matematika
195 je:
- Deficientní číslo
- Nešťastné číslo
- Příznivé číslo
- Součet jedenácti po sobě jdoucích prvočísel (3 + 5 + 7 + 11 + 13 + 17 + 19 + 23 + 29 + 31 + 37)

## Chemie
- 195 je nukleonové číslo nejběžnějšího izotopu platiny.[1]

## Astronomie
- (195) Eurykleia je planetka hlavního pásu, kterou objevil v roce 1879 Johann Palisa.

## Doprava
- Silnice II/195 je česká silnice II. třídy vedoucí na trase Bor – Stráž – Hostouň – Poběžovice – Postřekov – Trhanov – silnice I/26.[2]

## Roky
- 195
- 195 př. n. l.